# Fritz Geyer (Verwaltungsjurist)
Friedrich („Fritz“) Geyer (* 30. Dezember 1888 in Großenhain; †  24. Juni 1966 in Berlin) war ein deutscher Regierungsbeamter und Jurist. Er war Chef der Regierungskanzlei bzw. Leiter des Büros des Präsidiums des Ministerrates der DDR.

## Leben
Der Sohn des Zigarrenmachers und Politikers Friedrich Geyer besuchte die Volksschule und das Gymnasium. Von 1908 bis 1912 studierte er Rechtswissenschaften an der Universität Leipzig und promovierte dort zum Dr. iur. Anschließend arbeitete er im Staatsdienst. 1915 wurde er zum Militärdienst eingezogen und nach Kriegsende als Leutnant entlassen.
1919 trat er der USPD bei, wechselte 1920 zur VKPD und 1922 zur SPD. Von 1920 bis 1933 war er Ministerialrat im sächsischen Justizministerium. Wegen seiner politischen Haltung wurde Geyer nach der „Machtergreifung“ der Nationalsozialisten 1933 aus dem Staatsdienst entfernt. Er war dann bis 1945 als Gelegenheitsarbeiter tätig.
1945 trat er wieder der SPD bei und wurde 1946 Mitglied der SED. Nach 1945 arbeitete Geyer zunächst als Justitiar, Ministerialdirektor und Staatssekretär der Landesverwaltung Sachsen unter dem Ministerpräsidenten Rudolf Friedrichs, mit dem er seit seiner Zeit als Ministerialrat gut bekannt und befreundet war. Die Berufung Geyers stieß auf die heftige Kritik Walter Ulbrichts. Geyer habe – so Ulbricht – seit seinem Austritt aus der KPD und dem nachfolgenden Eintritt in die SPD „antikommunistische und antisowjetische Hetze“ betrieben. Vom 14. Oktober 1949 bis 1956 war er im Rang eines Staatssekretärs Chef der Regierungskanzlei bzw. Leiter des Büros des Präsidiums des Ministerrates der DDR unter Otto Grotewohl.

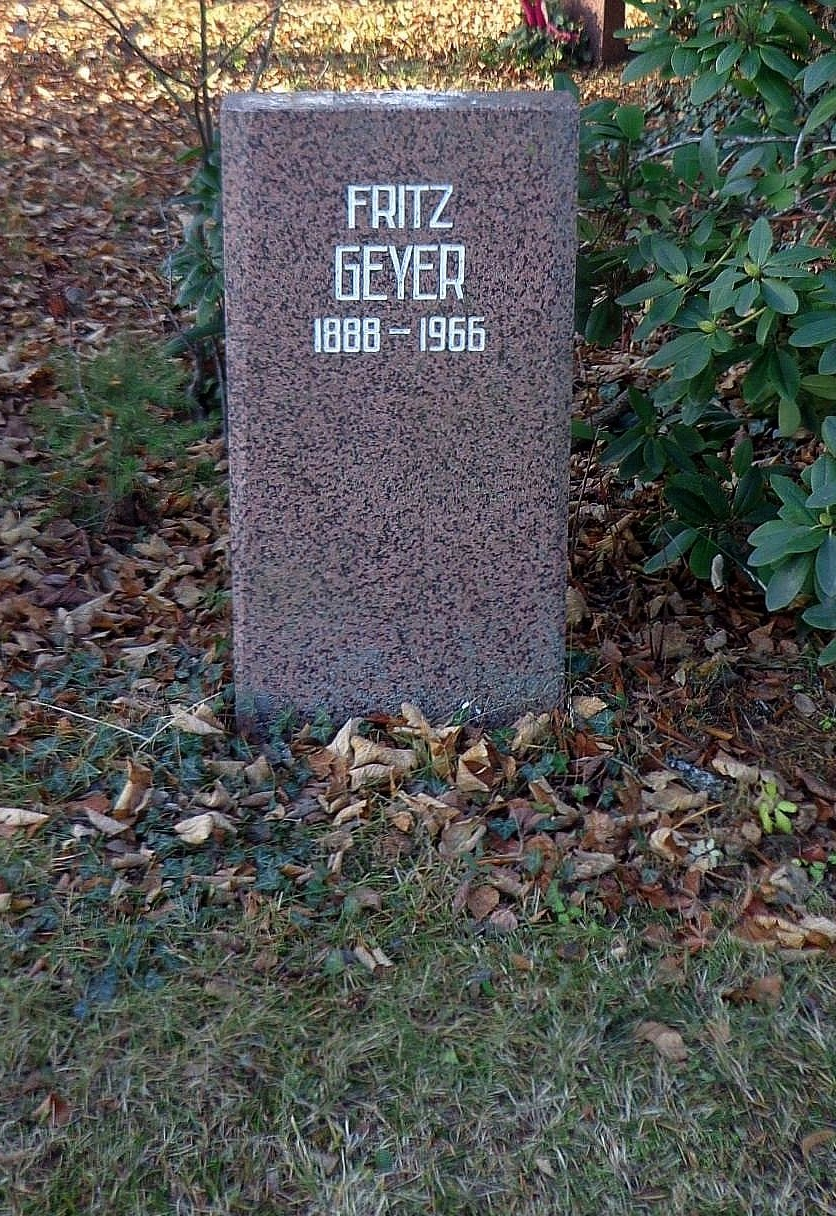
Grabstätte

Danach lehrte er als Professor für Völkerrecht an der Deutschen Akademie für Staats- und Rechtswissenschaft (DASR). Ab 1962 war er Prorektor für die Ausbildung leitender Funktionäre und zeitweise Direktor des Instituts für Völkerrecht und internationale Beziehungen an der DASR.
1917 heiratete Fritz Geyer die Quäkerin Margarete Roedding (1885–1952). Das Paar hatte zwei Söhne: Hans Martin (1920–2008) und Leonhard Ulrich (1921–1944). Fritz Geyers Urne wurde in der Grabanlage Pergolenweg des Berliner Zentralfriedhofs Friedrichsfelde beigesetzt.

## Auszeichnungen
- Ehrensenator der TU Dresden (1946)
- Vaterländischer Verdienstorden in Silber (1954) sowie in Gold (1964)
- Orden Banner der Arbeit (1958)